# August Kraak
August Kraak (* 26. Januar 1902 in Fritzen; † 5. Juni 1947 in Emden) war ein deutscher kommunistischer Widerstandskämpfer gegen den Nationalsozialismus und Interbrigadist.

## Leben
Während der Weltwirtschaftskrise war der Seemann August Kraak aus seiner Heimat im Raum Königsberg (Ostpreußen) nach Emden gekommen. Dort engagierte er sich 1930 politisch, er trat der KPD bei. Nach dem Machtergreifung der NSDAP und ihrer deutschnationalen Bündnispartner half er politischen Flüchtlingen, über die nahe Grenze in die Niederlande zu kommen. Bereits aber im Frühjahr 1933 wurde er festgenommen. Er kam in „Schutzhaft“ in ein Konzentrationslager und wurde schwer gefoltert. Ende Oktober ließ man ihn jedoch wieder frei. Kraak ging nach Emden zurück. Von dort organisierte er politische Kontakte nach Oldenburg, Bremen und zu dänischen und anderen skandinavischen Häfen. Dabei ging es um den Schutz von Genossen, um die Verteilung illegaler Schriften und die Ausschleusung von Gefährdeten aus Leer, Oldenburg oder Emden in die Niederlande. Einer Verhaftungswelle konnte Kraak sich durch Flucht nach Delfzijl entziehen. Hier arbeitete er mit der Internationalen Roten Hilfe zusammen.
Nachdem in Spanien francistische Truppen die Volksfrontregierung zu stürzen versuchte, organisierte er Spenden an dort kämpfende Antifaschisten und schloss sich schließlich im Dezember 1936 selbst den Internationalen Brigaden an. Es folgten Einsätze unter anderem im Ernst-Thälmann-Bataillon an der Jarama-Front. Mit dem Sieg der Francisten musste Kraak nach Frankreich flüchten. Dort wurde er im Durchgangslager Saint-Cyprien, anschließend in den Lagern Gurs und Argelès-sur-Mer und schließlich in der Festung Mont-Louis interniert. Von dort floh er Ende 1940. In tiefer Illegalität machte er sich auf den Weg in das unbesetzte Frankreich und erreichte im April des Folgejahres Toulouse, von wo ihn die illegale Parteiorganisation nach Septfonds schickte. Dort wurde er wenig später von den Behörden des Vichy-Regimes verhaftet, nach einigen Wochen nach Montauban, Hauptort des Départements Tarn-et-Garonne, überstellt und zu drei Jahren Gefängnis verurteilt. Er ging in Berufung, das Urteil musste zu seinen Gunsten geändert und er im Februar 1942 auf freien Fuß gesetzt werden. Erneut verhaftet, floh er erneut und lebte bis 1943 im Wald. Ab Mai 1944 arbeitete er in Colomiers mit der Résistance zusammen gegen die deutsche Besatzung.  Nach dem Ende des NS-Regimes kehrte er, an  Tuberkulose erkrankt, nach Emden zurück, wo er an seiner Krankheit starb.

## Ehrungen
- Stolperstein in Emden, Brückstraße 29, auf Initiative der Ubbo-Emmius-Gesellschaft, Emden